# Ваккер (футбольный клуб, Инсбрук, 1915)
«Ваккер» — бывший австрийский футбольный клуб из Инсбрука, выступавший в австрийской Бундеслиге. Существовал с 1915 по 20 мая 1999 года. За свою историю, клуб 5 раз выигрывал чемпионат Австрии и 4 раза был вице-чемпионом, 6 раз выигрывал Кубок Австрии и 3 раза был его финалистом, 2 раза выигрывал Кубок Митропы, один раз дошёл до 1/4 финала Кубка европейских чемпионов.

## История
ФК «Ваккер» Инсбрук был создан в 1915 году Якобом Ханспетером, Бенедиктом Хоспом, Йозефом Лайтнером, Йозефом Альбрехтом и другими в настоящее время неизвестными футбольными энтузиастами, тогда же и принял в качестве клубных цветов чёрный и зелёный. В 1964 году впервые принял участие в чемпионате Австрии, а первый титул завоевал в чемпионате 1971 года.
20 июля 1971 года объединился с клубом «Сваровски» из города Ваттенс, образовав единую команду, которая стала официально называться «Сообщество Сваровски Ваттенс-Ваккер Инсбрук», позже название было сокращено до аббревиатуры «ССВ Инсбрук». В 1981 году клуб впервые вылетел в Первую лигу.
В 1986 году объединение с клубом из Ваттенса было расторгнуто (отделившаяся команда стала называться «Сваровски-Тироль») и команда снова стала называться ФК «Ваккер» Инсбрук, а после того, как его лицензия была отдана новому клубу «Тироль», который в следующем сезоне выступил вместо него в Кубке УЕФА, а «Ваккеру» пришлось играть в низших дивизионах. Последним достижением клуба стала победа в 1993 году в Кубке Австрии, этот же сезон стал последним для клуба в профессиональном футболе. Затем «Ваккер» ещё 6 лет играл в любительских лигах, а 20 мая 1999 года был официально расформирован.

## Достижения
- Чемпион Австрии: (5) 1970/71, 1971/72, 1972/73, 1974/75, 1976/77
- Вице-чемпион Австрии: (4) 1966/67, 1967/68, 1973/74, 1975/76
- Обладатель Кубка Австрии: (6) 1969/70, 1972/73, 1974/75, 1977/78, 1978/79, 1992/93
- Финалист Кубка Австрии: (3) 1975/76, 1980/82, 1982/83
- Обладатель Кубка Митропы: (2) 1974/75, 1975/76
- 1/4 финала Кубка европейских чемпионов: 1977/78